# 羅納德斯·贊克兹
羅納德斯·贊克兹（1987年7月8日—），拉脫維亞籃球運動員，現在效力於拉脫維亞球隊里加籃球俱樂部。他也代表拉脫維亞國家男子籃球隊參賽。